# Campeonato de Segunda División 1920 (Argentina)
El Campeonato de Segunda División 1920 fue el vigésimo segundo torneo de Segunda División y el vigésimo primer campeonato de la tercera categoría. Fue organizado por la Asociación Argentina de Football.
Los nuevos participantes fueron los afiliados y debutantes Morón y Municipal.
El torneo consagró campeón por primera vez en su historia a Dock Sud, tras vencer a Huracán III en la final. Junto a Morón, obtuvo el ascenso.
Por su parte, el torneo de la Asociación Amateurs fue ganado por Oriente del Sud.

## Ascensos y descensos
| Pos.  | Ascendidos a División Intermedia 1920 |
| ----- | ------------------------------------- |
| 1.°   | El Porvenir                           |
| ZN    | Villa Urquiza                         |
| ZO    | El Aeroplano                          |
| ZN    | Bristol                               |
| Prom. | Unión (C)                             |
| Prom. | Coghlan                               |
| Prom. | Adrogué                               |
| Prom. | Argentino de Banfield                 |
| Prom. | Central Argentino                     |
| Prom. | General San Martín                    |
| Prom. | Centenario                            |
| Prom. | Liniers                               |
| Prom. | Compañía General de Buenos Aires      |
| Prom. | Suizo                                 |

| Descendidos de División Intermedia 1919 |
| --------------------------------------- |
| No hubo                                 |

## Sistema de disputa
Los equipos fueron divididos en dos zonas geograficas, donde se enfrentaron bajo el sistema de todos contra todos a dos ruedas.

### Ascensos
El ganador de cada zona obtuvo el ascenso, o en su defecto el mejor posicionado habilitado para el mismo. Los ganadores se enfrentaron en la final, donde se definió a un campeón.

## Equipos participantes
| Equipo                      | Ciudad       |
| --------------------------- | ------------ |
| All Boys III                | Buenos Aires |
| Argentino de Banfield III   | Banfield     |
| Barracas III                | Buenos Aires |
| Dock Sud                    | Dock Sud     |
| Estudiantes de La Plata III | La Plata     |
| Everton III                 | Piñeyro      |
| Huracán III                 | Buenos Aires |
| Lanús III                   | Lanús        |
| Morón                       | Morón        |
| Municipal                   |              |
| Nacional                    | Adrogué      |
| Nueva Chicago III           | Buenos Aires |
| Porteño III                 | Buenos Aires |
| Porteño IV                  | Buenos Aires |
| Ramos Mejía                 | Ramos Mejía  |

## Zona Sur

### Tabla de posiciones
| Pos | Equipo                      | Pts | PJ | PG | PE | PP |
| --- | --------------------------- | --- | -- | -- | -- | -- |
| 1.º | Dock Sud                    | 26  | 14 | 12 | 2  | 0  |
| 2.º | Estudiantes de La Plata III | 23  | 14 | 11 | 1  | 2  |
| 3.º | Nacional (A)                | 21  | 14 | 9  | 3  | 2  |
| 4.º | Argentino de Banfield III   | 16  | 14 | 8  | 0  | 6  |
| 5.º | Porteño IV                  | 10  | 14 | 5  | 0  | 9  |
| 6.º | Porteño III                 | 9   | 14 | 4  | 1  | 9  |
| 7.º | Everton (P) III             | 7   | 14 | 3  | 1  | 10 |
| —   | Lanús III                   | —   | —  | —  | —  | —  |

|  | Finalista. Ascendió a División Intermedia. |

### Resultados
| 3 de octubre | Estudiantes de La Plata III | 0:2 | Dock Sud              | Estadio de Estudiantes de La Plata, La Plata |  |
|              |                             |     | Fernández · Chiappori |                                              |  |

## Zona Oeste

### Tabla de posiciones
| Pos | Equipo            | Pts | PJ | PG | PE | PP |
| --- | ----------------- | --- | -- | -- | -- | -- |
| 1.º | Huracán III       | 18  | 12 | 8  | 2  | 2  |
| 2.º | Morón             | 16  | 12 | 7  | 2  | 3  |
| 3.º | Municipal         | 15  | 12 | 7  | 1  | 4  |
| 4.º | Sp. Barracas III  | 11  | 12 | 5  | 1  | 6  |
| 5.º | Nueva Chicago III | 6   | 12 | 3  | 0  | 9  |
| 6.º | All Boys III      | 2   | 12 | 1  | 0  | 11 |
| —   | Ramos Mejía       | —   | —  | —  | —  | —  |

|  | Finalista. |

## Final
|  | Dock Sud | vs. | Huracán III |  |  |

|                              |
|                              |
| Campeón Dock Sud 1.er título |

## Copa Campeonato
La Copa Campeonato de Segunda División fue disputada por el ganador del Campeonato de Segunda División y por el ganador del Torneo de Reservas de la División Intermedia.
|  | Dock Sud | vs. | Sp. Avellaneda II |  |  |

|                                       |
|                                       |
| Campeón Sp. Avellaneda II 1.er título |